# Sylvilagus palustris
Sylvilagus palustris — вид ссавців родини зайцеві (Leporidae) ряду зайцеподібні (Leporiformes).

## Біологія
Sylvilagus palustris поширений на південному сході США: від південного сходу Вірджинії до півдня Алабами і Флориди.

## Опис
Вага дорослої особини становить всього 1,2-1,6 кг при довжині тіла 43-44 см. Самиці більші за самців. Вуха короткі і широкі. Боки темно-коричневі, до потилиці світлішають і набувають кольору кориці. Внутрішня частина — біла.

## Спосіб життя
Це територіальна тварина, веде одиночний спосіб життя, активний цілий рік. З настанням сезону розмноження самці починають переслідувати самиць, готових до спаровування, причому перевагу мають домінантні самці. Ієрархію вони встановлюють в процесі бійок між собою. Вони добре бігають і рятуються від переслідувача зигзагоподібними стрибками. Також вони добре плавають і ховаються у воді, перечікуючи небезпеку.
Sylvilagus palustris травоїдний, але раціон змінюється у залежності від сезону. Взимку харчується корою дерев, дрібними гілочками і листям. Як і в інших кроликів, у них два типи посліду — м'які зелені і бурі. Зелений послід кролики поїдають, оскільки вони необхідні їм для обміну речовин.
Сезон розмноження триває з березня по липень, хоча можуть розмножуватися вони цілий рік, приносячи щорічно по 6 виводків. Самиця будує гніздо, яке вистилає травою, листям і пухом, в якому і приводить на світ потомство. У неї 4 пар сосків. У виводку 2-8 дитинчат, іноді понад 15. Вагітність триває 30-37 днів. Кроленята народжуються голі й сліпі. Перші дні життя вони проводять у гнізді.